# Drizzt Do'Urden
(Drizzt Do'Urden)
Drizzt Daermon N'a'shezbaernon, meglio conosciuto come Drizzt Do'Urden, è un personaggio immaginario di razza drow, creato dallo scrittore Robert Anthony Salvatore, le cui avventure si svolgono nell'ambientazione di Dungeons & Dragons dei Forgotten Realms.
Oltre ad essere il protagonista dei romanzi fantasy pubblicati da Salvatore, Drizzt compare anche in videogiochi come Baldur's Gate e Baldur's Gate II; è uno dei pochi drow a vivere in superficie, poiché ha abbandonato la filosofia malvagia del suo popolo.

## Storia
In quasi tutti i libri (esclusi i primi due volumi della Trilogia degli Elfi Scuri, in cui si raccontano l'infanzia e le prime avventure solitarie di Drizzt nel Buio Profondo), Drizzt e i suoi compagni, il barbaro Wulfgar, la dolce Cattie-brie, l'halfling Regis e il nano Bruenor Battlehammer, vivono fantastiche avventure. Drizzt Do'Urden (abbreviazione del casato Daermon N'a'Shezbaernon) è un elfo scuro nato a Menzoberranzan, una delle più importanti città del Buio Profondo, che fin da giovane dimostra un'innata propensione per la bontà, cosa rara nella malvagia e caotica società del sottosuolo, una qualità che lo porta a fuggire dalla sua casa e dai suoi simili dominati dalla Regina Ragno, per approdare nel mondo della superficie.
Difficilmente accettato e accolto, in quanto appartenente ad una razza spietata e odiata, vaga per le terre di superficie facendo ciò che meglio sa fare: aiutare i più deboli e gli indifesi. Nel tempo, una delle uniche persone che osa avvicinarlo è Montolio Debrouchee, un ranger non vedente e solitario che insegna a Drizzt l'amore per la natura e per i principi della dea Mielikki. Dopo quella breve ma intensa esperienza, l'elfo scuro è costretto dallo scorrere degli eventi e delle situazioni a vagare sempre più lontano alla ricerca di una terra che si possa chiamare casa. Arriva così fino alla spina dorsale del mondo nelle Ten Towns delle "lande di ghiaccio", il luogo dove in seguito conosce Bruenor, sua figlia adottiva Cattie-brie, Wulfgar il barbaro della tribù dell'alce e Regis l'halfling con la predilezione per i guai. Da quell'incontro, Drizzt Do'Urden e i suoi amici iniziano un lungo viaggio tra tutti i Reami e tra mille avventure, dalla riscoperta di Mithral Hall, l'antica dimora del clan nanico dei Battlehammer, alla lotta con Artemis Entreri temibile e spietato assassino della corporazione di Pasha Pook e suo più grande nemico, alle lotte con lo spirito del Cacciatore, la doppia e selvaggia personalità che alberga in lui. Queste sono le gesta che danno il via ad una vera e propria leggenda, la storia di un elfo scuro di nome Drizzt Do' Urden.
Le caratteristiche che contraddistinguono Drizzt Do'Urden dagli altri elfi scuri sono la sua propensione per la giustizia, coltivata da Zaknafein Do'Urden, suo padre, primo maestro d'armi e primo vero ed unico amico a Menzoberranzan; la totale padronanza nell'uso ambidestro delle due scimitarre, l'amica e compagna di sempre Guenhwyvar, magica pantera del piano astrale racchiusa in una statuetta d'onice, e i suoi occhi viola.

## Caratteristiche
Drizzt, come tutti gli elfi scuri, possiede delle doti innate, come una potente resistenza alla magia. È capace di circondare il nemico con fiammelle viola innocue che permettono di scoprire la sua posizione se, per esempio, si sta combattendo al buio. Possono essere usate anche per scopi più strani, come per esempio circondare Wulfgar per spaventare i troll, Drizzt lo fece nelle Paludi eterne, nel romanzo Le lande d'argento, oppure far sembrare magica un'arma. Può inoltre evocare degli speciali globi di tenebra impenetrabili persino dalla vista all'infrarosso degli elfi scuri. Sono molto comodi e molto usati dai drow, soprattutto quando devono combattere contro dei nemici che non sanno destreggiarsi nelle tenebre. Gli elfi scuri sanno anche generare una luminescenza da un corpo per illuminare leggermente, tuttavia è inutile per danneggiare i non-morti o le altre creature delle tenebre. Lui in gioventù possedeva anche la capacità di levitare, necessaria per entrare nella sua casa da nobili, ma come tutte le sue doti col tempo le userà sempre di meno.

## Oggetti magici
Morte GelidaIn inglese Icingdeath, è la prima scimitarra magica di Drizzt. Trovata nel tesoro di un drago di ghiaccio chiamato Ingeloakastimizilian, evento descritto nel romanzo Le lande di ghiaccio, la scimitarra è caratterizzata dalla testa di un felino nell'impugnatura. A chi la impugna dà la capacità di resistere al fuoco (in alcuni casi, anche di estinguerlo) e al calore, salvando in diverse occasioni sia Drizzt sia il suo amico Bruenor. Quando sente avvampare le fiamme (come nel caso dell'incontro con il demone Errtu) Drizzt riesce a percepire la voglia della spada di combattere.
LampoIn inglese Twinkle, è la seconda scimitarra magica di Drizzt. Donatagli dal mago Malchor Harpell nel libro Le lande di fuoco, è una scimitarra elfica, con uno zaffiro a forma di stella sul pomo, molto leggera e maneggevole. All'avvicinarsi del pericolo, risplende di una luce bluastra. È un tipo di spada difensiva.
Statuetta d'onice con effigie di panteraLa magica statua che permette a Drizzt di evocare la fedele pantera Guenhwyvar, nativa del piano astrale dove può tornare per rigenerarsi completamente del logorio del piano materiale e dalle ferite subite in battaglia. statuetta magica infrangibile di onice a forma di pantera, la cui origine è sconosciuta. L'animale è dotato di grande forza, intelligenza e di una grande abilità nel combattimento.
Bracciali magiciAnche se utilizzati da Drizzt come cavigliere originariamente erano ai polsi di Dantrag Baenre, Maestro d'Armi del Primo Casato di Menzoberranzan, per aumentargli la velocità degli attacchi. Sconfitto Dantrag in duello Drizzt ne prende possesso, ma durante gli allenamenti quotidiani si rende conto che l'eccessiva velocità delle sue lame, già straordinariamente veloci, dava più problemi che vantaggi. Decide quindi di metterli alle caviglie per evitare pericoli e correre più velocemente.
TaulmarilDopo le vicende narrate in Il Re degli orchi, Drizzt ottiene in regalo da Cattie-Brie il potente arco Taulmaril, lo "Spezzacuori". Un arco dalle frecce magiche, altamente perforanti e soprattutto infinite.
Camicia magica di Ad'nonDurante il libro Il Cacciatore solitario Drizzt uccide il drow Ad'non Kareese, rimanendo sorpreso del fatto che l'elfo malvagio portasse una casacca magica che diminuiva l'impatto dei colpi, anche se non in maniera totale.

## Romanzi
- Trilogia degli elfi scuri
  - Il dilemma di Drizzt
  - La fuga di Drizzt
  - L'esilio di Drizzt
- Trilogia delle terre perdute
  - Le lande di ghiaccio
  - Le lande d'argento
  - Le lande di fuoco
- L'eredità di Drizzt
  - L'eredità
  - Notte senza stelle
  - L'assedio delle ombre
  - L'alba degli eroi
- I sentieri delle Tenebre
  - La lama silente
  - L'ora di Wulfgar
  - Il mare delle spade
- I soldati di ventura
  - Il servitore della Reliquia
  - La promessa del re stregone
  - La strada del patriarca

- La lama del cacciatore
  - L'orda degli orchi
  - Il cacciatore solitario
  - Le due spade
- Transizioni
  - Il Re degli Orchi
  - Il Re dei Pirati
  - Il Re degli Spettri
- The Cleric Quintet ambientato tra L'assedio delle ombre e L'alba degli eroi
  - Il Cantico
  - Le ombre della foresta
  - Le Maschere della Notte
  - La fortezza caduta
  - La maledizione del caos
- The neverwinter saga
  - Gauntlgrym
  - Neverwinter
  - L'artiglio di Caronte
  - L'ultima soglia

- La scissione
  - I compagni
- Companion codex
  - La notte del cacciatore
  - L'ascesa di un re
  - La vendetta del nano di ferro
- Ritorno a casa
  - Arcimago
  - Maestro
  - Eroe
- Generazioni
  - Senza tempo
  - Senza limite
  - Senza tregua
- La via del drow
  - Starlight Enclave
  - Trappola di ghiaccio
  - Il guerriero di Lolth

## Videogiochi
Drizzt compare brevemente in Baldur's Gate; al momento dell'incontro con il protagonista, gli chiede aiuto per sconfiggere un nutrito gruppo di gnoll nonostante dimostri di potersene sbarazzare con estrema facilità. Drizzt si rivede anche in Baldur's Gate II, dove è possibile affiancarlo durante un'irruzione all'interno di un covo di vampiri.
Drizzt, Bruenor e Regis compaiono nel nono modulo di Neverwinter, dove chiedono al protagonista di fermare l'avanzata del demone Demogorgon e impedire a Baphomet di sfruttare un antico artefatto che minaccia l'esistenza degli abitanti di tutto il Faerûn.